# Campodorus hamulus
Campodorus hamulus là một loài tò vò trong họ Ichneumonidae.